# Roman Wesołowski (fotograf)
Roman Wesołowski (ur. 31 maja 1907 we Lwowie, zm. 25 listopada 2000  w Krakowie) – polski prawnik i fotograf.
Stosował różne techniki fotograficzne: izohelię, relief, wtórnik, heliobrom i fotomontaż. Pozostawił unikalne zdjęcia przedwojennego Lwowa, powojennego Krakowa i powstającej Nowej Huty. Jego fotografie publikowane były w albumach, a także znane są z widokówek.
Od 1944 r. realizował dokumentację fotograficzną dla wydziału urbanistyki magistratu lwowskiego. W czerwcu 1945 r. wraz z żoną, dwójką dzieci i rodzicami opuścił Lwów wraz z innymi Polakami przymusowo wysiedlonymi z miasta. Zamieszkał w Krakowie. Pracował w przemyśle naftowym, w latach 1952-1968 był zatrudniony w Biurze Studiów i Projektów Hutnictwa Biprostal, dla którego wykonywał liczne prace fotograficzne na terenie Nowej Huty i kombinatu metalurgicznego.
Laureat licznych konkursów fotograficznych. W 1938 r. uczestniczył w wystawie fotografii artystycznej zorganizowanej przez Towarzystwo Przyjaciół Sztuk Pięknych we Lwowie w Muzeum Lwowskim. Po II wojnie światowej był autorem kilku wystaw, m.in.: w 1966 r. w Towarzystwie Przyjaciół Sztuk Pięknych w Krakowie oraz w 1989 r. w krakowskiej galerii ZPAF. W 1967 otrzymał tytuł Artiste FIAP, w 1987 medal 40-lecia ZPAF, a w 1988 na 50-lecie swej pracy twórczej – medal honorowy ZPAF.

## Literatura
- Adam Gryczyński, Katalog do wystawy Lwów – Kraków – Nowa Huta prezentowanej w Nowohuckim Centrum Kultury
- Z fotografią od Lwowa do Nowej Huty. zyciekrakowa.pl. [zarchiwizowane z tego adresu (2007-09-29)].